# Wszystko zostaje w rodzinie
Wszystko zostaje w rodzinie (ang. Keeping Mum) – brytyjska komedia z 2005 roku w reżyserii Nialla Johnsona z Rowanem Atkinsonem w roli głównej.

## Zarys fabuły
Państwo Goodfellow mieszkają w bardzo małej wiosce na angielskiej prowincji, gdzie głowa rodziny - Walter - pełni funkcję anglikańskiego proboszcza w miejscowej parafii. Jego żona Gloria przeżywa trudny okres - zaczytujący się w Biblii Walter mocno zaniedbuje małżeńskie obowiązki, zaś dzieci przysparzają tylko zmartwień: starsza Holly prowadzi się w sposób zupełnie niegodny córki duchownego, a młodszy Petey jest pośmiewiskiem i obiektem prześladowań kolegów. Pani Goodfellow zapomnienia szuka w ramionach przystojnego trenera golfa, Amerykanina Lance'a. Ich życie zmienia nieoczekiwanie przybycie Grace - starszej pani, która ma zostać ich nową gosposią.

## Obsada
- Rowan Atkinson – Wielebny Walter Goodfellow
- Kristin Scott Thomas – Gloria Goodfellow
- Maggie Smith – Grace Hawkins
- Patrick Swayze – Lance
- Emilia Fox – Rosie Jones
- Liz Smith – Pani Parker
- Tamsin Egerton – Holly Goodfellow
- James Booth – Pan Brown
- Toby Parkes – Petey Goodfellow
- Jack Ryan – David
- Rowley Irlam – Bob

## Produkcja
Większość scen plenerowych kręcona była na Wyspie Man, której władze dotowały produkcję. Inne wykorzystane lokacje to Kornwalia i Pickering (North Yorkshire). Sceny studyjne realizowano w Pinewood Studios pod Londynem.